# Francesc Quetglas Rosanes
Francesc Quetglas Rosanes (Barcelona, 1948 - Palma, 22 de setembre de 2006) fou un polític mallorquí de llarga trajectòria política.

## Biografia
Es llicencià en Ciències Econòmiques per la Universitat de Barcelona i fou funcionari del Cos Superior d'Administradors Civils de l'Estat des de l'any 1978.
Entre els anys 1978 i 1981, ocupà el càrrec de sotsdirector general de Cooperació Informativa del govern central presidit per Adolfo Suárez. Del 1982 al 1986 fou el president del Centre Democràtic i Social (CDS) a les Balears.
Fou diputat del Parlament de les Illes Balears per aquest partit i senador per Balears del 1987 al 1991, on formà part del grup parlamentari del CDS.
L'any 1995 va ser elegit diputat al parlament balear pel PSIB-PSOE com a independent. S'acabà afiliant a aquest partit l'any 1996.
Entre 1995 i 1999, i amb Maria Antònia Munar com a presidenta del Consell Insular de Mallorca, fou president de la Comissió Insular d'Urbanisme, on va ser víctima d'un cas d'espionatge electrònic, conegut com el Cas Bitel.
L'any 1999 va ser nomenat director del Centre Balears Europa pel Govern de les Illes Balears presidit per Francesc Antich.
El 29 de setembre de 2001 fou nomenat pel mateix Francesc Antich Conseller d'Obres Públiques, Habitatge i Transports en substitució del dimitit Josep Antoni Ferrer Orfila. Ostentà aquest càrrec fins al final de la legislatura, el maig del 2003.
Com a conseller d'obres públiques, destacà per la reinauguració de la línia de tren entre Manacor i Inca, un servei llargament demanat per la comarca del Llevant.
Una greu malaltia l'anà apartant dels càrrecs públics i finalment li provocà la mort el 22 de setembre de 2006.